# Поплавский, Радослав
Радосла́в Попла́вский (пол. Radosław Popławski; род. 16 января 1983, Нова-Суль, Зелёногурское воеводство) — польский легкоатлет, специалист по бегу на 3000 метров с препятствиями. Выступал за сборную Польши на крупных международных соревнованиях в период 1999—2008 годов, чемпион Европы среди юниоров, победитель молодёжного европейского первенства, обладатель двух серебряных медалей Кубка Европы, участник летних Олимпийских игр в Афинах.

## Биография
Радослав Поплавский родился 16 января 1983 года в городе Нова-Суль Любушского воеводства. Проходил подготовку в местном клубе «Астра».
Впервые заявил о себе на международном уровне в 1999 году, когда вошёл в состав польской национальной сборной и выступил на домашнем юношеском чемпионате мира в Быдгоще, где в беге на 3000 метров занял 21 место.
В 2001 году в беге на 3000 метров с препятствиями одержал победу на чемпионате Европы среди юниоров в Гроссето.
На юниорском мировом первенстве в Кингстоне показал в стипль-чезе четвёртый результат. Также принял участие в кроссовом чемпионате мира в Дублине, но здесь финишировал среди юниоров лишь на 67 позиции.
В 2003 году стал серебряным призёром молодёжного чемпионата Европы в Быдгоще, уступив в беге на 3000 метров с препятствиями только австрийцу Мартину Прёллю. Взял серебро на Кубке Европы во Флоренции, пропустив вперёд россиянина Павла Потаповича. Тогда как на взрослом чемпионате мира в Сен-Дени попасть в число призёров не смог, занял 20 место.
Благодаря череде удачных выступлений удостоился права защищать честь страны на летних Олимпийских играх 2004 года в Афинах — пробился в стипль-чезе в финальную стадию и в решающем забеге финишировал двенадцатым, установив свой личный рекорд в этой дисциплине — 8:17,32.
После афинской Олимпиады Поплавский остался в составе легкоатлетической команды Польши и продолжил принимать участие в крупнейших международных соревнованиях. Так, в 2005 году он одержал победу на молодёжном чемпионате Европы в Эрфурте, получил награду серебряного достоинства на Кубке Европы во Флоренции и занял 24 место на чемпионате мира в Хельсинки.
В 2006 году стартовал на европейском первенстве в Гётеборге и стал в финале шестым.
Рассматривался в числе кандидатов на участие в Олимпийских играх 2008 года в Пекине, однако незадолго до начала соревнований попал в автомобильную аварию и, получив серьёзные травмы, вынужден был завершить спортивную карьеру.